# Myofibroblast
Myofibroblasten sind ein Zelltyp, der 1971 erstmals elektronenmikroskopisch in Granulationsgewebe nachgewiesen wurde. Sie kommen auch als Pericyten in den Kapillarwänden, im Rindenstroma des Eierstocks sowie in der Tunica albuginea des Hodens vor. Sie stellen eine Zwischenform zwischen glatter Muskelzelle und Fibroblast dar und enthalten kontraktile Aktin- und Myosin-Filamente sowie eine hohe endogene Produktion von Kollagen. Myofibroblasten besitzen die Fähigkeit zur Kontraktion, im Gegensatz zu einer glatten Muskelzelle sind sie nicht von einer Basallamina umgeben.
Myofibroblasten besitzen längliche Zellkörper und zahlreiche zytoplasmatische Fortsätze, die den Zellen bisweilen ein sternförmiges Aussehen verleihen. Über Adhärenz-Verbindungen und Gap Junctions stehen sie mit benachbarten Zellen in Kontakt. Die intrazellulären Mikrofilamente sind parallel zur Zell-Längsachse ausgerichtet und zeigen Verdichtungszonen (dense bodies). Über Zell-Stroma-Kontaktstellen sind sie mit der reichlich vorhandenen extrazellulären Matrix verbunden. Über einen Transmembrankomplex (Fibronexus) gibt es eine Kontinuität zwischen intrazellulären Mikrofilamenten und extrazellulären Fibronektin-Fasern. Der Zellkern der Myofibroblasten zeigt tiefe Einkerbungen.
Myofibroblasten entstehen bei der Wundheilung meist aus Fibroblasten, die durch aktivierte Makrophagen zur Zellteilung angeregt wurden. Diese entstandenen Myofibroblasten wandern mit den Makrophagen in das Wundgebiet hinein. Die Produktion von Kollagen stellt die Integrität des Gewebes wieder her und führt zur Narbenbildung. Eine verminderte Aktivierung von Myofibroblast führt zu einer unzureichenden Wundheilung. Die verlängerte Wirkung zu vieler Myofibroblasten führt dagegen zu ausgeprägten Narbenkonstriktionen und Fibrosen und kann damit die Organfunktion beeinträchtigen.